# Saló o los 120 días de Sodoma
Saló o los 120 días de Sodoma (en italiano, Salò o le 120 giornate di Sodoma), también referida simplemente como Saló, es una película de cine arte y terror de 1975 del poeta, ensayista, escritor y director de cine italiano Pier Paolo Pasolini. La película es una libre adaptación del libro de 1785 Los 120 días de Sodoma, del marqués de Sade. Ambientada durante la Segunda Guerra Mundial, fue la última obra de Pasolini.
Esta película iba a ser la primera película de una trilogía conocida como la "Trilogía de la muerte", a la que precede la "Trilogía de la vida" (El Decamerón, Los cuentos de Canterbury y Las mil y una noches). El proyecto quedó interrumpido por el asesinato de Pasolini.

## Origen
Pasolini pasó parte de su juventud en la República de Saló. Durante este tiempo, fue testigo de crueldades por parte del ejército italiano. Muchos de sus recuerdos condujeron a la conceptualización de Saló. Pasolini proclamó que la película era altamente simbólica y metafórica; un ejemplo de ello es la escena en la que comen heces, lo cual sería una protesta contra los alimentos producidos en masa, a los cuales denomina «basura inútil».

## Argumento
Saló se desarrolla en la República de Saló, en el norte de Italia, durante los años 1944 y 1945, en plena ocupación nazi. La película se encuentra dividida en cuatro segmentos inspirados en el Infierno del poema La Divina Comedia de Dante Alighieri: Anteinfierno, Círculo de las manías, Círculo de la mierda y Círculo de la sangre.
Cuatro hombres poderosos, llamados el Presidente, el Duque, el Obispo y el Magistrado, acuerdan casar a sus hijas en un ritual libertino. Con la ayuda de varios colaboradores, secuestran a dieciocho jóvenes (nueve hombres y nueve mujeres) y los conducen a un palacio cerca de Marzabotto. Los acompañan cuatro exprostitutas, también colaboradoras, cuya función será la de contar historias que exciten a los hombres poderosos, quienes entonces explotarán sexual y sádicamente a sus víctimas.
La película presenta 3 de los 120 días transcurridos en el palacio, tiempo durante el cual los cuatro hombres poderosos van concibiendo torturas y humillaciones cada vez más aberrantes, para su propio placer.  

### Anteinfierno
La sección más corta de la película, donde se muestra la captura de los jóvenes y un discurso dado por parte del Duque a las víctimas, donde les informa las reglas a seguir dentro del castillo, así como recordarles que nadie sabe que se encuentran ahí, pues para la historia ellos ya están muertos. Luego el filme pasa al Círculo de las Manías donde las cosas van empeorando.

### Círculo de las Manías
Liderado por la Señora Vaccari, una de las prostitutas. En este se cuentan historias tomadas de la primera parte de la novela de Sade, ninguna de las cuales incluye la penetración. Se destaca una escena en la que las víctimas aparecen desnudas, solo con correas de perro, y son obligadas a comer carne del suelo. Posteriormente, se le da a una de las hijas un panecillo lleno de agujas que utilizaban los gramófonos de la época en que se desarrolla la película.

### Círculo de la Mierda
Varios personajes discuten sobre haber asesinado a sus madres y también sobre el hecho de que no se le debe nada a la madre simplemente por haber fornicado con un hombre, un tema típico de Sade. A una de las víctimas se le escucha llorar, entristecida porque su madre fue asesinada cuando la capturaron. Entonces ella es forzada a comer heces del Duque. Esto incita a la Sra. Maggi, prostituta de turno, a contar las historias de retrete, que encantan a los señores. A los jóvenes se les prohíbe "descargar" durante un día completo, para que al final sus heces sean servidas en un gran banquete. La coprofagia usada en el film es aparentemente una metáfora para los alimentos producidos en masa. Como curiosidad, las heces fueron creadas con salsa de chocolate y mermelada de naranjas.
Además se realiza un concurso de los mejores traseros, donde el ganador supuestamente moriría en el acto. Al "ganador", Franco, se le asusta con una pistola descargada. Este final del Círculo de la Mierda anuncia los horrores del siguiente segmento.

### Círculo de la Sangre
Las historias de las prostitutas son mínimas y relatadas por la Señora Castelli. Se celebra una boda gay entre algunos soldados y tres de los cuatro señores, oficiada por el Obispo. Un soldado seduce a este último y practican sexo. Luego, el Obispo se marcha a inspeccionar a las víctimas en sus cuartos, donde cada una traiciona a otra: se descubre un romance lésbico, una fotografía escondida, y finalmente, un amorío entre un joven colaborador y la sirvienta negra, por lo que ambos son asesinados; antes de que les disparen, el colaborador levanta el puño, como el saludo comunista, y con su fuerte mirada y el cuerpo desnudo asusta a los superiores. Más tarde, las víctimas que decidieron no colaborar con sus agresores y las hijas de los mismos son torturadas de varias espantosas maneras, antes de ser asesinadas: violadas, desolladas, marcadas con penes, pezones quemados, con lenguas y ojos extirpados. Los que sí colaboraron, a condición de que continúen haciéndolo, son conducidos con los señores a Saló.

### Epílogo
La última escena de la película retrata la indiferencia, la desensibilización a la violencia y el conformismo de las masas: dos colaboradores que se encuentran en una torre vigilando todo lo acontecido se quejan de los gritos, por lo que uno de ellos enciende la radio y comienza un vals. El primero admite que lo que quiere hacer cuando termine la guerra es "bailar un vals con su novia Margarita", pero dice que no sabe bailar. El segundo colaborador se ofrece a enseñarle, y ambos se ponen a bailar juntos, mientras el vals ahoga los gritos en el fondo.

## Controversia
La controversia acerca de la película existe hasta el día de hoy, con muchas personas elogiando la película por su intrepidez y talante en contemplar lo impensado, mientras otros la condenan rotundamente por ser una pretenciosa película de explotación.
La película ha sido prohibida en varios países debido a su gráfico retrato de la violación, la tortura y el asesinato, además de que participaron menores de edad.
Fue prohibida en Australia en 1976, permitida en 1993 y recensurada en 1998.

## Versiones
Existen varias versiones de la película. Originalmente duraba 145 minutos, pero el mismo Pasolini eliminó 25 minutos para ayudar a mantener el ritmo. La versión más extensa disponible es el ampliamente vendido DVD producido por el BFI, que incluye una breve escena usualmente no incluida en otras copias, en la cual, durante la primera ceremonia de bodas, uno de los maestros cita un poema de Gottfried Benn.
Los derechos para distribuir la película en Estados Unidos (y en la mayor parte del mundo) están en poder de Metro-Goldwyn-Mayer.